# Badminton nos Jogos Olímpicos de Verão de 2012
As competições de badminton nos Jogos Olímpicos de Verão de 2012 foram realizadas entre 28 de julho e 5 de agosto na Arena Wembley. Cinco eventos foram disputados: simples e duplas masculinas e femininas e duplas mistas.

## Calendário
| Julho/Agosto | 25 | 26 | 27 | 28 | 29 | 30 | 31 | 1 | 2 | 3 | 4 | 5 | 6 | 7 | 8 | 9 | 10 | 11 | 12 |
| ------------ | -- | -- | -- | -- | -- | -- | -- | - | - | - | - | - | - | - | - | - | -- | -- | -- |
| Badminton    |    |    |    |    |    |    |    |   |   | 2 | 2 |   |   |   |   |   |    |    |    |

|  | Dia de competição |  | Dia de final |

## Eventos

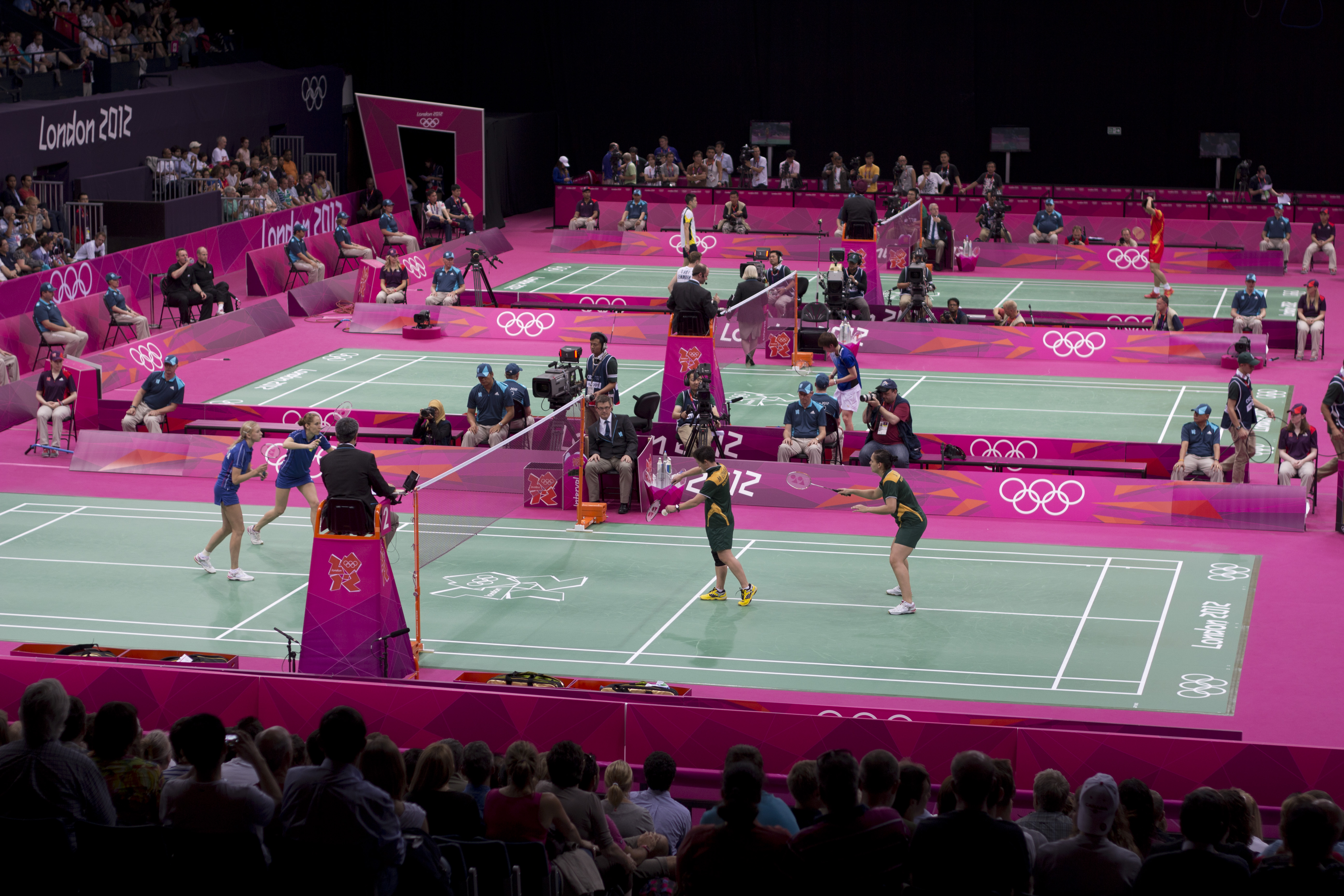
Quadras das competições de badminton na Arena Wembley.

Cinco conjuntos de medalhas foram concedidas nos seguintes eventos:
- Simples masculino
- Simples feminino
- Duplas masculinas
- Duplas femininas
- Duplas mistas

## Medalhistas
Masculino
| Evento           | Ouro                         | Prata                                      | Bronze                                       |
| ---------------- | ---------------------------- | ------------------------------------------ | -------------------------------------------- |
| Simples detalhes | Lin Dan CHN China            | Lee Chong Wei MAS Malásia                  | Chen Long CHN China                          |
| Duplas detalhes  | Cai Yun Fu Haifeng CHN China | Mathias Boe Carsten Mogensen DEN Dinamarca | Jung Jae-sung Lee Yong-dae KOR Coreia do Sul |

Feminino
| Evento           | Ouro                            | Prata                                | Bronze                                   |
| ---------------- | ------------------------------- | ------------------------------------ | ---------------------------------------- |
| Simples detalhes | Li Xuerui CHN China             | Wang Yihan CHN China                 | Saina Nehwal IND Índia                   |
| Duplas detalhes  | Tian Qing Zhao Yunlei CHN China | Mizuki Fujii Reika Kakiiwa JPN Japão | Valeria Sorokina Nina Vislova RUS Rússia |

Misto
| Evento          | Ouro                            | Prata                    | Bronze                                                    |
| --------------- | ------------------------------- | ------------------------ | --------------------------------------------------------- |
| Duplas detalhes | Zhang Nan Zhao Yunlei CHN China | Xu Chen Ma Jin CHN China | Joachim Fischer Nielsen Christinna Pedersen DEN Dinamarca |

## Quadro de medalhas

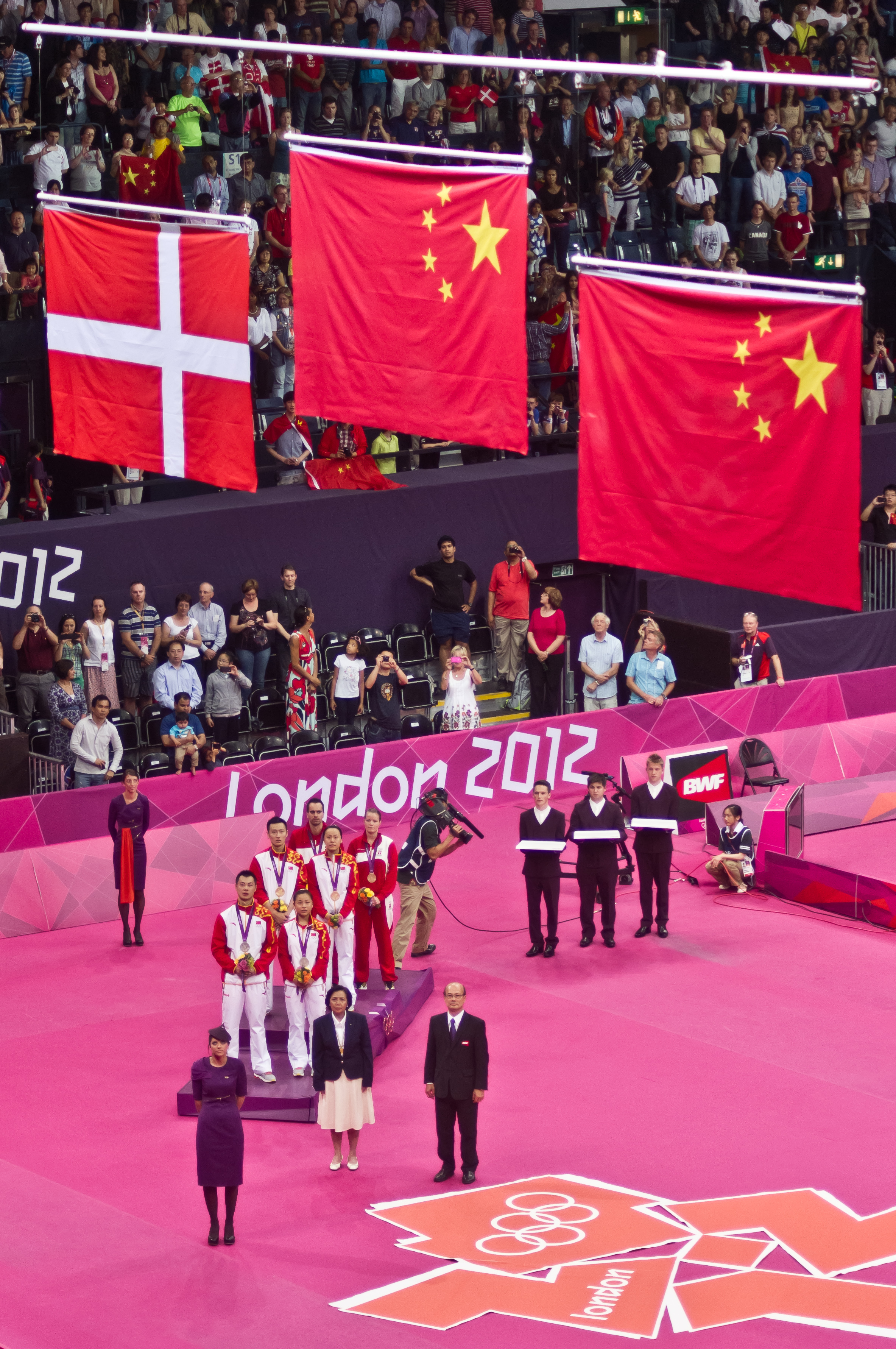
Cerimônia de premiação da prova de duplas mistas.

| Ordem | País              | Medalha de ouro | Medalha de prata | Medalha de bronze |    | Ordem por total |
| ----- | ----------------- | --------------- | ---------------- | ----------------- | -- | --------------- |
| 1     | CHN China         | 5               | 2                | 1                 | 8  | 1               |
| 2     | DEN Dinamarca     |                 | 1                | 1                 | 2  | 2               |
| 3     | JPN Japão         |                 | 1                |                   | 1  | 3               |
|       | MAS Malásia       |                 | 1                |                   | 1  | 3               |
| 5     | KOR Coreia do Sul |                 |                  | 1                 | 1  | 3               |
|       | IND Índia         |                 |                  | 1                 | 1  | 3               |
|       | RUS Rússia        |                 |                  | 1                 | 1  | 3               |
| TOTAL | TOTAL             | 5               | 5                | 5                 | 15 | —               |